# Corvus palmarum
Corvus palmarum là một loài chim trong họ Corvidae.